# Celestus adercus
Espèce
Statut de conservation UICN

 DD  : Données insuffisantes
Celestus adercus est une espèce de sauriens de la famille des Diploglossidae.

## Répartition
Cette espèce est endémique de la province de Coclé au Panama. Elle se rencontre vers 850 m d'altitude dans le Parc national Omar Torrijos.

## Étymologie
Le nom spécifique adercus vient du grec aderkes, invisible, inattendu, en référence à la surprenante découverte de cette espèce au Panama.

## Publication originale
- Savage, Lips & Ibanez, 2008 : A new species of Celestus from west-central Panama, with consideration of the status of the genera of the Anguidae: Diploglossinae (Squamata). Revista de Biologia Tropical, vol. 56, no 2, p. 845-859 (texte intégral).